# Armand Lévy (militant)
Pour les articles homonymes, voir Armand Lévy.
Armand Lévy, né le 12 mars 1827 à Précy-sous-Thil (Côte-d'Or) et mort le 23 mars 1891 à Paris, est un avocat et journaliste français d'orientation républicaine.

## Biographie
Anticlérical, franc-maçon, républicain, voire socialiste, il participe à la révolution de 1848 et la Commune de Paris en 1871. 
Catholique, mais ayant une ascendance juive par son grand-père paternel, il se passionne pour la cause juive. 
Il soutient les mouvements d'émancipation nationale en Europe, aux côtés de ses amis, tels Adam Mickiewicz, Ion Brătianu et Camillo Cavour, il combat pour l'indépendance de la Pologne et de la Roumanie, ainsi que pour l'unification de l'Italie.

## Sources
- Notice sur data.bnf.fr
- Pawel Korzec, « Un livre sur le rayonnement français en Europe au XIXe siècle », dans Annales. Économies, Sociétés, Civilisations, vol. 3, 1972 (lire en ligne), p. 779-783.